# Santo Stefano (Pontijnse Archipel)

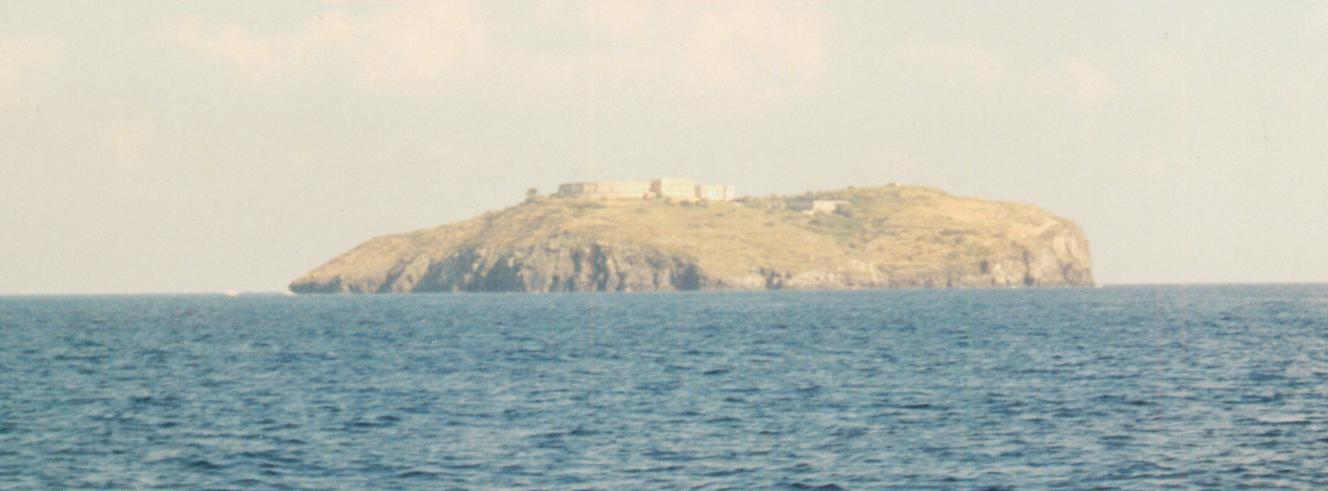
Blik vanaf Ventotene op Santo Stefano

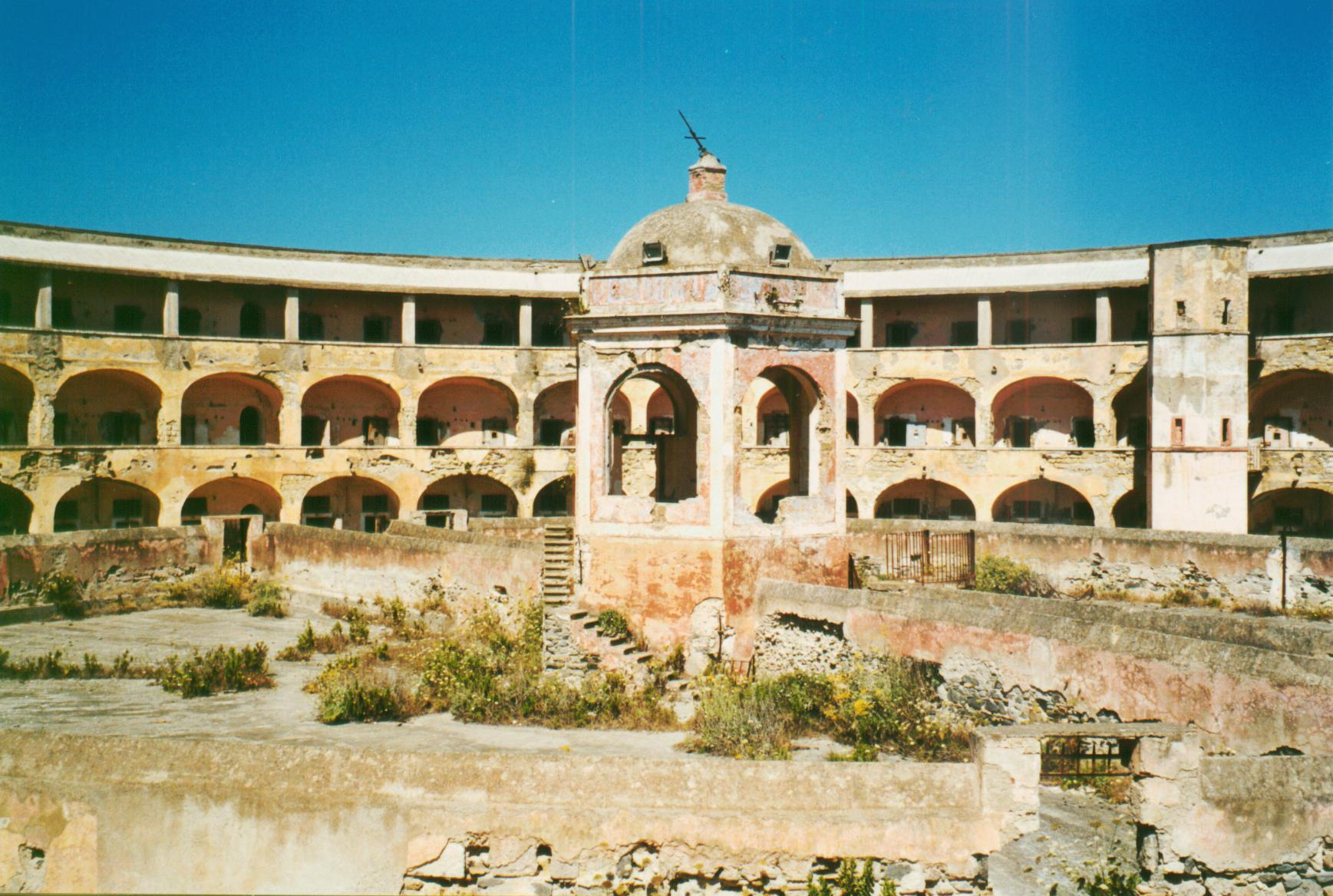
De gevangenis op Santo Stefano

Santo Stefano (Italiaans: Isola di Santo Stefano) is een Italiaans eiland behorend tot de Pontijnse Archipel. Het eiland, het op een na kleinste van de eilandengroep, ligt anderhalve kilometer ten oosten van Ventotene en valt onder de gemeente Ventotene in de provincie Latina in de regio Lazio.
Het ronde eiland heeft een diameter van ongeveer vijfhonderd meter en kent een oppervlakte van ongeveer 27 hectare. Het eiland heeft, net als de rest van de Pontijnse Eilanden, een vulkanische oorsprong. Het hoogste punt van Santo Stefano ligt ongeveer tachtig meter boven de zeespiegel. In 1999 is 2800 hectare zee rondom het eiland aangewezen als beschermd gebied. De wateren rondom Santo Stefano zijn geliefd bij duikers. Het eiland is thans onbewoond en privébezit.
Het enige gebouw op het eiland is een rond gevangenisgebouw, een panopticum, gebouwd rond 1794 en 1795 gedurende de heerschappij van de Bourbon Ferdinand IV van Napels. Het eiland was na een gevangenisopstand in oktober 1860 enkele maanden in handen van gedetineerden uit de gevangenis; zij hebben in die periode de Republiek van Santo Stefano uitgeroepen. Het gevangenisgebouw is tot 1965 in gebruik geweest. De anarchist Gaetano Bresci, moordenaar van koning Umberto I van Italië, is hier gestorven. Andere bekende gevangenen (deels in de periode van het fascisme) waren onder anderen schrijver Luigi Settembrini, bandiet Carmine Crocco, voormalig Italiaans president Sandro Pertini en de politici Altiero Spinelli en Ernesto Rossi. De Italiaanse regisseur Tinto Brass schoot in 1968 zijn film L'urlo in de voormalige gevangenis.
Vanaf de Romeinse tijd heeft het eiland meerdere namen gehad, waaronder Partenope, Palmosa, Dommo Stephane en Borca.